# Płatności bezpośrednie
Płatności bezpośrednie – rodzaj płatności przyznawanych bezpośrednio rolnikom w Unii Europejskiej w ramach Wspólnej Polityki Rolnej.

## System przyznawania
Przyznawanie pomocy oparte jest na systemie ewidencji IACS.
System przyznawania subwencji jest poddany ostrej krytyce. Oponenci wskazują, że pomoc trafia do największych właścicieli ziemi, a nie do rolników (np. dużym beneficjentem pomocy jest koncern Nestle). Według raportu Komisji Europejskiej 80% środków trafia do 20% uprawnionych. W czerwcu 2006 roku zaproponowano ustanowienie limitu dopłat na 300 tys. euro rocznie – zgodnie z wyliczeniami straciłoby na tym tylko ok. 2 tysiące podmiotów w całej unii, ale projekt nie przeszedł.
Drugim zarzutem było utajnienie listy osób korzystających z pomocy. Unia nie ujawniała listy beneficjentów, nie robiła tego też większość państw.
Na mocy porozumienia osiągniętego w 2006 roku oraz rozporządzenia Komisji Europejskiej nr 259/2008 od dnia 30 kwietnia 2009 pełne listy beneficjentów są ujawniane przez poszczególne Państwa Członkowskie.
Trzecim zarzutem jest nierówność traktowania rolników w różnych krajach – inne wysokości dopłat przyznane są w krajach tzw. „starej Unii” a inne w krajach nowych.
Sama idea dopłat krytykowana jest jako bariera o charakterze interwencjonizmu państwa, która jest sprzeczna z ideą wolności gospodarczej i uderza szczególnie w producentów rolnych z krajów rozwijających się. Znane są przypadki, kiedy tanie płody rolne powodowały konkurencję niszczącą rolnictwo krajów afrykańskich lub południowoamerykańskich, przyczyniając się do wzrostu ubóstwa, a w skrajnych przypadkach do głodu.
Kolejnym krytykowanym nonsensem są tak małe dopłaty, gdzie koszty administrowania są wyższe niż wysokość dopłaty.

## Płatności bezpośrednie w Polsce
W Polsce systemem IACS zarządza Agencja Restrukturyzacji i Modernizacji Rolnictwa.
Polscy rolnicy otrzymywali mniej, niż rolnicy w krajach „starej Unii”.
Polska uzyskuje z budżetu unijnego dopłaty w wysokości 25% pełnego, należnego poziomu (Polska stosuje również płatności uzupełniające z budżetu krajowego, co stanowi łącznie poziom 55%) w 2004, 30% (wraz z płatnością krajową łącznie 60%) w 2005, 35% (wraz z płatnością krajową łącznie 65%) w 2006, 40% (wraz z płatnością krajową łącznie 70%) w 2007, 50% (wraz z płatnością krajową łącznie 80%) w 2008, 60% (wraz z płatnością krajową łącznie 90%) w 2009, 70% (plus płatność krajowa maksymalnie 30%, jednak łącznie nie więcej niż 100%) w 2010, 80% (plus płatność krajowa maksymalnie 20%, jednak łącznie nie więcej niż 100%) w 2011, 90% w (plus płatność krajowa maksymalnie 10%, jednak łącznie nie więcej niż 100%) w 2012 oraz poziom płatności stosowany w krajach „starej Unii” w 2013 r.
W Polsce lista beneficjentów dopłat do gruntów oraz płatności cukrowych jest jawna od 2008 roku.
W 2015 r. Polska znajdowała się w grupie 16 państw członkowskich, w których kwota płatności na 1 ha była niższa niż średnia dla UE (266 euro).

### Katalog płatności bezpośrednich w 2021[5]
- Jednolita płatność obszarowa

- Płatność z tytułu praktyk rolniczych korzystnych dla klimatu i środowiska (tzw. płatność za zazielenienie)
- Płatność dla młodych rolników
- Płatność dodatkowa (redystrybucyjna)
- Płatności związane z produkcją
a) Płatności związane do powierzchni upraw

1. płatność do powierzchni buraków cukrowych
2. płatność do powierzchni uprawy ziemniaków skrobiowych
3. płatność do powierzchni upraw truskawek
4. płatność do powierzchni upraw chmielu
5. płatność do powierzchni upraw strączkowych na ziarno
6. płatność do powierzchni upraw roślin pastewnych
7. płatność do powierzchni uprawy pomidorów
8. płatność do powierzchni uprawy lnu
9. płatność do powierzchni uprawy konopi włóknistych

b) Płatności związane do zwierząt
1. płatność do bydła
2. płatność do krów
3. płatność do owiec
4. płatność do kóz

- Płatności w ramach przejściowego wsparcia krajowego (płatność niezwiązana do tytoniu)
- System dla małych gospodarstw

## Kalendarium
- 1957 podpisanie Traktatów rzymskich
- 1997 Agenda 2000
- 2002 Premier Leszek Miller wynegocjował możliwość podniesienia dopłat dla polskich rolników sumami bezpośrednio z polskiego budżetu
- 2005 Centrum Monitoringu Wolności Prasy wystąpiło do ARiMR o ujawnienie listy i otrzymało odmowę.
- 2006 W czerwcu – zaproponowano ustalenie limitu dopłat na 300 tys. euro rocznie, na czym stracić mogło tylko 2 tys. najbogatszych właścicieli latyfundiów. Projekt upadł.
- 2006 18 października Unia zdecydowała się ujawnić listę beneficjentów pomocy, ale dopiero od 2009 roku.